# Lucius Lucceius
Lucius Lucceius, fils de Quintus Lucceius, est un orateur, un historien de la fin de la République romaine. Homme riche et avec de grands goûts littéraires, Lucius Lucceius est un ami et correspondant de Cicéron, mais reste brouillé pour des raisons que l'on ignore avec Atticus, le principal ami de Cicéron. 
En 63 av. J.-C., il soutient Cicéron, alors consul, en prononçant des discours contre Catilina, encore connus d'Asconius au siècle suivant.
Il se présente aux élections consulaires de 60 av. J.-C., associé à César, qui profite de la fortune de Lucceius pour promettre des largesses aux électeurs. Tandis que César est élu, Lucceius est défait par Marcus Calpurnius Bibulus qui, avec le soutien des conservateurs, promet des largesses égales. Dégoûté, il se retire de la scène politique et rédige une histoire de la guerre sociale, puis Histoire de la Guerre Civile. Mais il ne peut achever cette œuvre car, en 55 av. J.-C., alors qu'il écrit la dernière partie de son livre, Cicéron lui demande de façon pressante de rédiger séparément une histoire de son consulat. Il lui transmet peu après des documents utiles pour cette rédaction. Lucius Lucceius promet de réaliser cette œuvre mais ne le fera jamais. Plus tard, Ciceron doit chanter ses propres éloges en grec et en latin, mais il ne reste rien d'un tel travail.
Pendant la guerre civile, il prend le parti de Pompée mais, pardonné à la suite de la défaite et à la mort de ce dernier en 48 av. J.-C., par Jules César, il retourne à Rome qu'il ne quitte pas jusqu'à sa mort. La dernière trace que l'on ait de lui est un courrier de condoléance qu'il adresse à Cicéron, pour la mort de sa fille Tullia en 45 av. J.-C.. Il se peut qu'il soit décédé à la même époque, car son nom n'apparait plus dans les dernières lettres de Cicéron.